# 特雷豪特 (伊利諾伊州)
特雷豪特（英語：Terre Haute）是位於美國伊利諾伊州亨德森縣的一個非建制地區。該地的面積和人口皆未知。

## 地理
特雷豪特的座標為40°44′51″N 91°04′28″W / 40.74750°N 91.07444°W，而該地的平均海拔高度為216米（即709英尺）。